# National Railway Equipment Company
National Railway Equipment Company (NREC) es una compañía ferroviaria que reconstruye y construye locomotoras diésel y fabrica repuestos ferroviarios. Se encuentra establecida en Mt. Vernon, Illinois. NREC vende locomotoras reconstruidas a compañías ferroviarias de todo el mundo. 
El 9 de febrero de 2006, la National Railway Equipment Company anunció un contrato para fabricar 60 locomotoras diésel-eléctricas ecológicas N-Viromotive GenSet a la compañía ferroviaria estadounidense Unión Pacific. Las mismas poseen 2 motores diésel y controles electrónicos para mejorar su performance.
NREC ya entregó 2 locomotoras del modelo NRE 2300CW al operador ferroviario de Cargas Ferrosur Roca para utilizar en el ferrocarril General Roca de Argentina.

## Plantas industriales

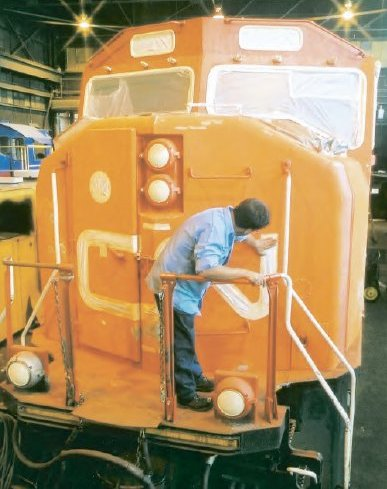
Locomotora en proceso reconstrucción en una planta de NREC.

- NREC Mt. Vernon: Es la sede principal de esta compañía ubicada en Mt. Vernon, se especializa en la construcción, restauración y reparación de locomotoras diésel-eléctricas. Además restaura motores de GE, de EMD y de Alco.

- NRE-ALCO Locomotive of Canada: Instalada en Canadá, se especializa en la remanufactura de locomotoras diésel.

- NREC Power Systems: Instalada en Nueva Orleans, Estados Unidos, se especializa en la reconstrucción de motores diésel y generadores marca EMD, Caterpiller y Alco.

- VMV Paducahbilt: Es una subsidiaria instalada en Paducah, Kentucky (Estados Unidos); se especializa en la reparación de locomotoras y componentes de locomotoras.

- National Fabricating: Instalada en Mt. Vernon, Estados Unidos, se especializa en la fabricación de las locomotoras de ultra-bajas emisiones GenSet.

- NREC Dixmmor: Instalada en Dixmmor, Estados Unidos, se especializa en la reparación de componentes y locomotoras EMD.

- NREC Silvis: Instalada en Silvis, Illinois en los Estados Unidos. Se especializa en la reconstrucción de locomotoras fuera de servicio. Esta planta se encarga de reconstruir todos los órganos de parque (motores, generador, etc.) y la carrocería de locomotoras.

- NREC Wheel Works: Instalada en Milwaukee, Wisconsin (Estados Unidos), se especializa en la recuperación y recambio de pares montados de vagones de carga, coches de pasajeros y locomotoras.

- La compañía ferroviaria argentina Materfer podría convertirse próximamente en una subsidiaria de NREC, la cual se encargaría de construir y reconstruir locomotoras diésel bajo licencia de NREC para las empresas ferroviarias de la región.[1]

## Listado de locomotora producidas por NREC
- NREC N-Viromotive GenSet:
- NREC 1GS-7B
- NREC 2GS-14B
- NREC 3GS-21B
- NREC 3GS-21B

- NREC E-SERIES